# かものはしプロジェクト
特定非営利活動法人かものはしプロジェクト（とくていひえいりかつどうほうじんかものはしプロジェクト）は、児童買春問題の解決をミッションに掲げる特定非営利活動法人。2002年（平成14年）7月18日に任意団体として設立、2004年（平成16年）9月22日に法人格を取得した。
農村の貧困が児童買春の一因であるとの考えから、職業訓練と雇用の場の創出を通じて親や子どもたちの経済的な自立を目指している。
青木健太・村田早耶香・本木恵介の3名が共同代表を務める。

## 概要
2002年（平成14年）7月、東南アジアの児童買春問題を啓発する活動を続けていたフェリス女学院大学の学生村田早耶香と、持続可能なビジネスモデルによって社会問題を解決する事業を起こしたいと考えていた東京大学の学生の青木健太・本木恵介の大学生3名が、マッキンゼー・アンド・カンパニー・コンサルタントの藤沢烈のアドバイスなどを受け、任意団体として設立して発足した。同年9月にタイ、11月にカンボジアの現地調査を行った結果、より被害が深刻なカンボジアを拠点に活動している。2004年（平成16年）9月に特定非営利活動法人の法人格を取得した。
当初はプノンペンなど都市部の施設で、買春被害にあって傷ついた少女などを対象にパソコン教室などを通じてITスキルを身につけ自立することを支援してきたが、2007年（平成19年）からは児童買春問題の原因は農村部の貧しさにあるとの認識から、活動の軸足を農村部に移した。その過程で、農村と都市部のどちらに比重を置くかでスタッフ間で団体分裂すら危ぶまれるほどの意見対立もあったという。最終的には全員の合意の下で農村支援が始まり、現在は、農村で暮らす人びとに対して職業訓練と雇用の場を提供する「コミュニティファクトリー事業」が活動の中心になっている。

## 活動

### 現在の活動内容
現在かものはしプロジェクトは、児童買春問題の解決に向けて以下の3つの事業を中心に活動している。
コミュニティファクトリー事業
それまで活動の中心であった都市部でのパソコン教室に替わって、2007年（平成19年）からカンボジア国内における活動の中心を担っている事業である。提携していた現地のNGOとの関係悪化から2007年（平成19年）末に一旦休止したが、2008年（平成20年）6月に独自の事業として移転・再開した。
児童買春による被害を未然に防ぐためには農村の経済的自立が必要との考えから、い草マットなどハンディクラフト製品を作る工場を設置して、農村女性の職業訓練と雇用の場としている。また、この場所を利用して識字教室や生活の指導などを行っている。
このほかカンボジア国内では、親のいない子どもを児童買春の被害から守る孤児院支援、買春側を取り締まる警察訓練に対する経済的支援などを行っている。
サポーター事業
かものはしプロジェクトの活動を支えるサポーター会員（月額1,000円）を募りカンボジアでの活動を支える事業。
メールマガジン「かものはしNews」の配信、「カンボジア・スタディーツアー」（スタッフが同行し、現地の子どもたちやNGOとの交流を通じて観光では体験できないカンボジアの児童買春の実態について理解を深めるツアー。2003年（平成15年）から毎年実施）の実施、サポーター交流会の開催などを行っている。

### 過去に行っていた主な活動
パソコン教室
2004年（平成16年）から2007年（平成19年）まで実施。プノンペンなどの都市部の施設の子どもたちなどを対象に開催し、計120名が卒業した。卒業生の中にはIT関連の職についた者や海外に留学したものもいる。
帯プロジェクト
2006年（平成18年）7月から2ヶ月間実施。貧しい女性向けに絹織物の職業訓練を行っている現地のNGOと提携して、カンボジア伝統の絹織物で浴衣の帯を仕立て、日本で販売するプロジェクト。この取り組みはファッション系のサイトでも取り上げられ、これまで関心がなかった層にも児童買春問題の認知を広げることになった。

## 沿革
- 2002年7月 - 任意団体として設立
- 2002年9月 - タイ現地調査
- 2002年11月 - カンボジア現地調査
- 2002年12月 - IT事業部開設
- 2003年4月 - カンボジア現地調査
- 2003年6月 - 東京都杉並区に事務所開設
- 2003年9月 - 「カンボジアスタディーツアー」開始
- 2004年6月 - 東京都調布市に事務所移転
- 2004年8月 - カンボジアプノンペンにカンボジア事務所開設
- 2004年9月 - 東京都の認証を受けNPO法人化
- 2004年12月 - パソコン教室事業開始
- 2005年10月 - 東京都渋谷区に事務所移転
- 2006年7月 - 帯プロジェクト開始（ - 9月）
- 2006年10月 - 心意気プロジェクト開始（ - 2007年3月）
- 2006年11月 - 現在地に移転
- 2006年12月 - シェムリアップ州チクライエン地区に仮オフィス開設
- 2007年1月 - チクライエン地区でコミュニティファクトリー事業開始
- 2007年5月 - 外務省から「NGO相談員」を委嘱される
- 2007年12月 - チクライエン地区でのコミュニティファクトリー事業休止
- 2008年6月 - シェムリアップ州ソトニコム地区に仮設ファクトリー開設、コミュニティファクトリー事業開始
- 2008年8月 - ソトニコム地区のファクトリー完成

## 法人概要

### 所在地
東京都渋谷区広尾5-23-5
長谷部第一ビル402号室

### 会員数等
- 正会員 39名[10]
- サポーター会員 約15,000名
- スタッフ 15名（日本事務所）
- ボランティア登録 約900名

### 役員
理事
- 青木健太（NPO法人SALASUSU共同代表）
- 伊藤健（慶應義塾大学大学院政策・メディア研究科 特任講師）
- 篠田真貴子（エール株式会社取締役）
- 村田早耶香（副理事長・共同代表）
- 本木恵介（理事長・共同代表）
- 横山十祉子

監事
- 樋口哲朗
- 山本龍太郎

### 活動分野
- 地域安全活動
- 国際協力の活動
- 情報化社会の発展を図る活動
- 職業能力の開発又は雇用機会の拡充を支援する活動

## テレビ番組
- 日経スペシャル カンブリア宮殿 「世界を救う社会起業家たち！」（2008年7月21日、テレビ東京）- 出演：共同代表 村田早耶香[11]。

## 書籍

### 関連書籍
- 『いくつもの壁にぶつかりながら 19歳、児童買春撲滅への挑戦』（著者:村田早耶香）（2009年6月16日、PHP研究所）ISBN 9784569709314